# クラーニ
クラーニ（Kranj、独:Krainburg）またはクランは、スロベニアの11の特別市のうちの一都市。

## 概要
スロベニアの首都であるリュブリャナから西に約20km離れた場所に位置し、スロベニア国内では4番目の人口規模を持つ都市である。交通網が発達しているためエレクトロニクス産業が盛んであり、工場が多く立地している。
歴史的なゴレンスカ地方(スロベニア語: Kranjska)はクラーニにちなんで名付けられた。中世初期には、地方の首都であった。
市は現在、サッカー、テニス、バスケットボールといったスポーツ施設のためよく知られている。国内最大級のアクアティック・センターもあり、2003年のヨーロッパ男子水球選手権（女子水球選手権開催地のリュブリャナと並行）が開催された。毎年開催されるTeden Mladih（若者の週）祭りは非常に人気である。 
市の中核は保存状態の良い中世の旧市街である。コクラ川とサヴァ川の合流地点が旧市街にある。

## 地理

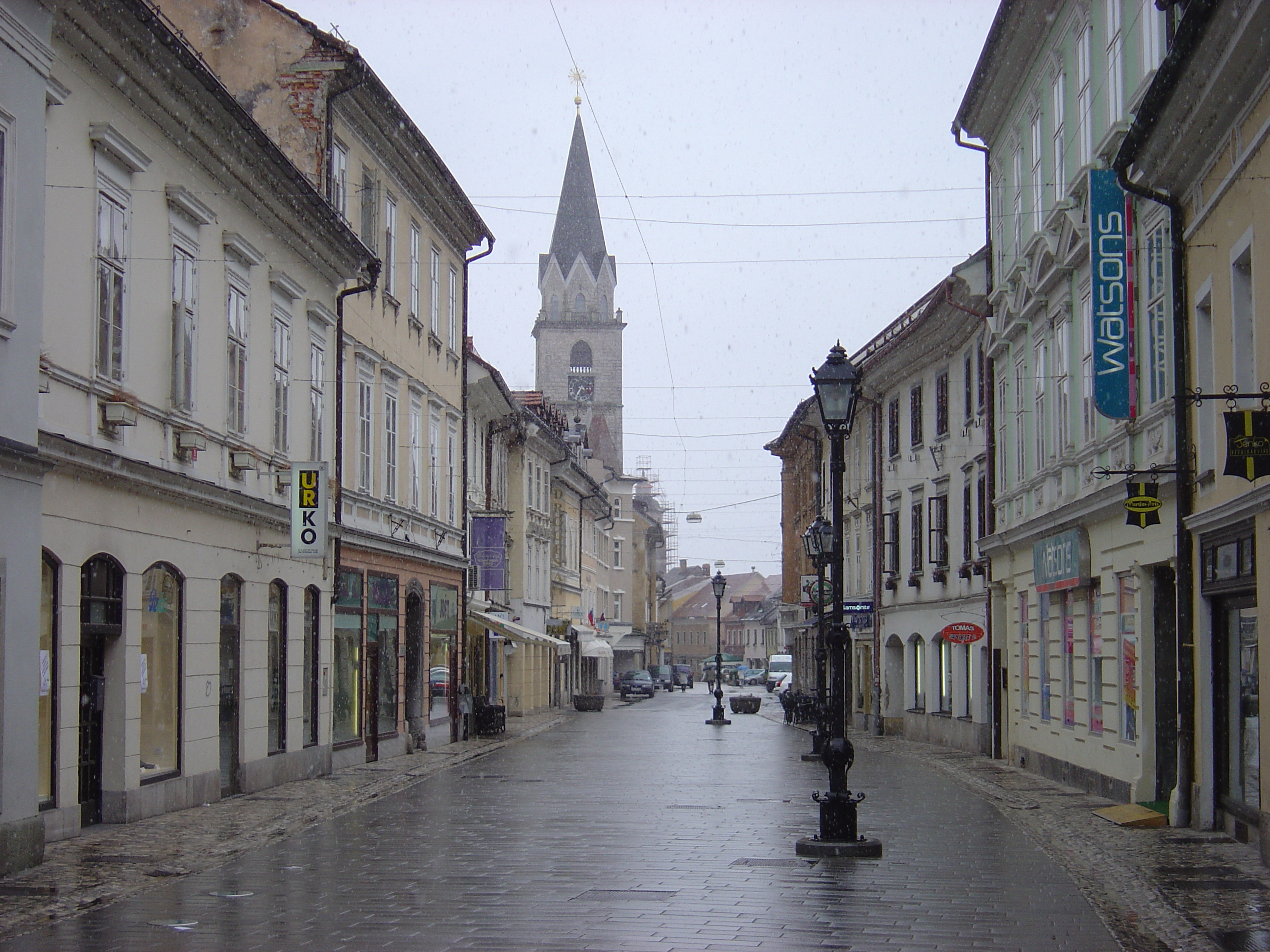
プレシェルノヴァ通り

市は鉄道と高速道で、リュブリャナ、イェセニツェ、フィラッハ、ミュンヘンとつながっている。リュブリャナ空港はクラーニに非常に近い。

## ランドマーク

### 聖カンティアヌス教会
聖カンティアヌス教会（Cerkev Sv. Kancija, Kancijana, Kancijanile in Prota）は、クラーニ最大の教会である。クラーニ教区、助祭座がある。14世紀に建設された。建設と委任はクラーニ伯爵によって行われた。

### キシュルシュタイン城
城は16世紀半ば、ヤンジュ・キスル男爵によって建てられた。その後の所有者は、モスコン家、ラヴバル家、アプファルトレル家、アウスペルグ家、パグリアルッジ家の間を転々とした。建物は1952年に、亡くなる直前の建築家ヨジェ・プレツニクによって修繕された。城の庭園は現在コンサート会場として使用されている。

## 姉妹都市
- オールダム, イングランド
- ラ・シオタ, フランス
- リヴォリ, イタリア
- バニャ・ルカ, ボスニア・ヘルツェゴビナ
- ビトラ, マケドニア共和国
- ヘルツェグ・ノヴィ, モンテネグロ
- オシエク, クロアチア
- ゼムン, セルビア
- コトル・バロシュ（英語版）, ボスニア・ヘルツェゴビナ
- センタ（英語版）, セルビア
- バート・アイゼンカッペル（英語版）, オーストリア
- プーラ (クロアチア), クロアチア
- アンベルク, ドイツ
- ノヴィ・サド, セルビア
- ゼニツァ, ボスニア・ヘルツェゴビナ
- シンゲン, ドイツ
- フィラッハ, オーストリア

## ギャラリー
- 広場
- サヴァ川
- 市内を流れるサヴァ川
- 市内の風景

## 参照
1. ↑  St. Kancijan's Church